# Centre de recherche en automatique de Nancy
Pour les articles homonymes, voir CRAN.
Le Centre de recherche en automatique de Nancy (CRAN) est un laboratoire de recherche en automatique fondé en 1980 à Nancy. C'est aujourd'hui une unité mixte de recherche (UMR 7039) entre l'Université de Lorraine (UL) et le Centre national de la recherche scientifique (CNRS).
Il figure dans le top 50 du classement de Shanghai dans la thématique automatisme et contrôle. Plus de 275 thèses de recherches ont été soutenues dans le cadre de ce laboratoire de recherche.

## Histoire
Le CRAN est créé en 1980 par René Husson au sein de l'Université Nancy-I. Il est né de la réunion de quatre laboratoires eux-mêmes issus de la scission en 1978 du Laboratoire d'électricité et d'automatique (LEA), lequel avait été fondé en 1965 par 6 personnes dont Michel Aubrun et Alfred Frühling.